# コレラ病死者の石碑

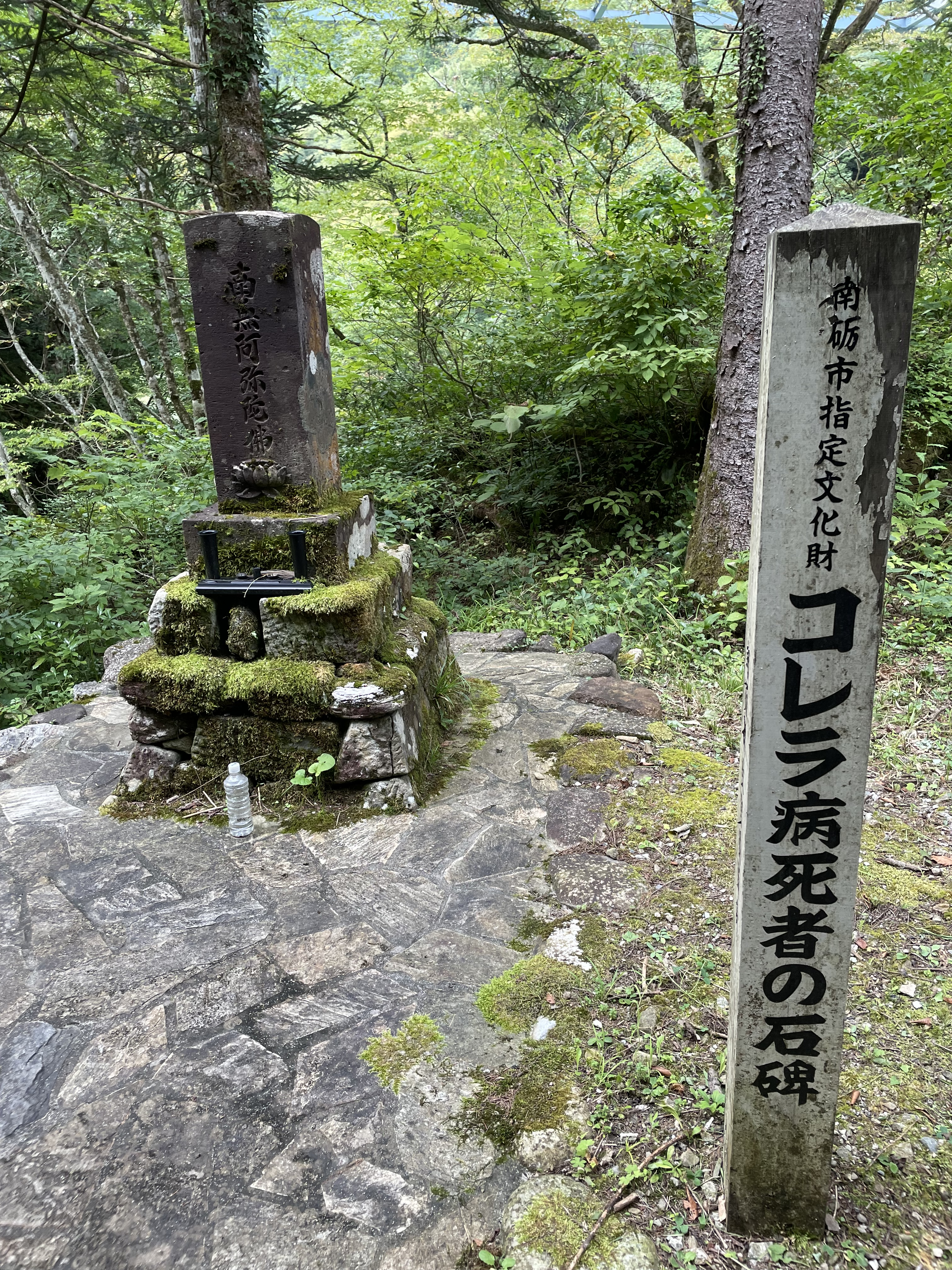
富山県南砺市田向のコレラ病死者の石碑

コレラ病死者の石碑（これらびょうししゃのせきひ）は、富山県南砺市田向集落にある石碑。
天保8年（1837年）のコレラ病大流行で亡くなった村民の菩提を弔うため建てられた石碑で、現在では南砺市指定の史跡とされている。

## 概要
田向集落は庄川右岸に位置し、加賀藩の流刑地としても用いられた地区であるが、天保8年に「風病（コレラ病）」が大流行した。同年5月に風病流行の状況を記した『風病やめ書』という記録文書が残っており、田向村29軒中、14軒48人が打ち臥せっており、一家全員が風病の家は4軒もあったという。一方、11軒の家では春から風病にかかっていたものの、5月時点では起き上がれるようになったと記されるものの、この後も感染拡大が続いたようである。最終的な死者数は120余名と伝えられ、村内の過半数の住民が死亡するという大惨事となった。病人は見棄てられ、亡くなった者の葬式も埋葬もできず、死体が村外れの崖下・庄川の河岸にうち捨てられたまま、風雨にされて白骨が累々と山を成したという。
田向村には文政13年（1830年）9月20日より入牢していた篠田余太夫という流刑人がおり、風病大流行から約10年経った嘉永元年（1848年）に隣村の猪谷村の流刑人の元を訪れたことがあった。その帰路、湯谷橋の所（元火葬場の位置）へ来たところ、多数の霊が余太夫を呼び止めたため、余太夫は供養の出来ていない、天保のコレラで死んだ者の魂が迷っていることを悟った。そこで余太夫は菩提を弔うため、自ら碑文を起案した上で、一基の墓碑を建立した。碑文には下記の通り記されている。
現在、碑文は田向集落の西端、湯谷川と庄川の合流点近く湯谷川小水力発電所の裏手に位置している。